# STS-70
STS-70 e седемдесетата мисия на НАСА по програмата Спейс шатъл и двадесет и първи полет на совалката Дискавъри. Това е последната мисия на совалка по извеждането на спътник от серията TDRS – TDRS-G и първа мисия, контролирана от космическия център Линдън Джонсън в Хюстън, Тексас. Мисията започва само 6 дни след приключването на STS-71, което е най-краткия промеждутък между два полета в историята на програмата.

## Екипаж
| Пост                    | Астронавт                             |
| ----------------------- | ------------------------------------- |
| Командир                | Терънс Хенрикс трети космически полет |
| Пилот                   | Кевин Крегел първи космически полет   |
| Специалист на мисията 1 | Нанси Кюри втори космически полет     |
| Специалист на мисията 2 | Доналд Томас втори космически полет   |
| Специалист на мисията 3 | Мери Уебър първи космически полет     |

- Броят на полетите е преди и включително тази мисия.

## Полетът
Първоначално мисията е планирана да се проведе преди STS-71, но поради повреди в топлоизолацията на външния резервоар е решено да се размени реда на мисиите.
Основната цел на мисия STS-70 е изстрелване на седмия спътник от серията TDRS. Първият TDRS-A е изведен по време на мисия STS-6 през 1983 г., а втория е унищожен при катастрофата на совалката Чалънджър (мисия STS-51L) през 1986 г. Другите спътници TDRS са изведени: STS-26 – (TDRS-C), STS-29 – TDRS-D, STS-43 – TDRS-E и STS-54 – TDRS-F.
Спътникът е изведен от товарния отсек около 6 часа след старта.
Допълнителни задачи по време на мисията са:
- Physiological and Anatomical Rodent Experiment / National Institutes of Health-Rodents (PARE/NIH-R);
- Bioreactor Demonstration System (BDS);
- Commercial Protein Crystal Growth (CPCG);
- Space Tissue Loss/National Institutes of Health-Cells (STL/NIH-C);
- Biological Research in Canisters (BRIC);
- Shuttle Amateur Radio Experiment-II (SAREX-II);
- Visual Function Tester-4 (VFT-4);
- Hand-Held, Earth Oriented, Real-Time, Cooperative, User-Friendly, Location-Targeting and Environmental System (HERCULES);
- Microcapsules in Space-B (MIS-B);
- Windows Experiment (WINDEX);
- Radiation Monitoring Equipment-III (RME-III);
- Military Applications of Ship Tracks (MAST).

## Параметри на мисията
- Маса:
  - При старта: ? кг
  - При кацането: ? кг
  - Полезен товар: 20 159 кг
- Перигей: 287 км
- Апогей: 315 км
- Инклинация: 28,45°
- Орбитален период: 90.5 мин

## Галерия
- Спътникът TDRS-G в монтажния цех.
- Съединяването на совалката с външния и резервоар за гориво.
- Стартът на мисията
- Спътникът в товарния отсек на совалката.
- Момент от извеждането на спътника в самостоятелен полет.
- TDRS в полет.
- Изгрев на Луната, гледан от борда на совалката.
- Дюнни полета на територията на Алжир.
- Астронавтът Д. Томас по време на биоексперимент.
- Приземяването на совалката.